# 158-as busz (Budapest, 1980–2008)
A budapesti 158-as jelzésű autóbusz a Moszkva tér (Csaba utca) és az Zugliget, Libegő között közlekedett. A vonalat a Budapesti Közlekedési Zrt. üzemeltette.

## Története
1977. január 16-án megszűnt az 58-as villamos, pótlására 58V jelzéssel pótlóbusz közlekedett a Rédey utca (János Kórház) és Zugliget között. 1978. június 1-jén útvonala a Moszkva térig hosszabbodott, majd 1980. március 3-án jelzése 158-asra változott. 2008. szeptember 6-ától a Nyugati pályaudvartól induló 291-es busz jár ki a Libegőhöz, a 158-as megszűnt. Napjainkban minden nyáron R158-as jelzéssel retró járat közlekedik Zugliget és a Széll Kálmán tér M között.

## Útvonala
| Zugliget, Libegő felé | Moszkva tér (Csaba utca) felé |
| --- | --- |
| Moszkva tér (Csaba utca) vá. – Csaba utca – Városmajor utca – Szilágyi Erzsébet fasor – Budakeszi út – Zugligeti út – Zugliget, Libegő vá. | Zugliget, Libegő vá. – Zugligeti út – Budakeszi út – Szilágyi Erzsébet fasor – Városmajor utca – Csaba utca – Krisztina körút – Várfok utca – Moszkva tér (Csaba utca) vá. |

## Megállóhelyei
| 0  | Moszkva tér (Csaba utca) végállomás | 12 | 5, 10, 22, 22, 28, 39, 56, 90, 90A, 110, 128, 149, 156, 190 4, 6, 18, 56, 59, 61 |
| 1  | Maros utca                          | ∫  | 28, 128                                                                          |
| 2  | Városmajor utca (↓) Csaba utca (↑)  | 11 | 28, 128                                                                          |
| 3  | Érsebészeti Klinika                 | 10 | 28, 128                                                                          |
| 4  | Szent János Kórház                  | 9  | 22, 28, 56, 128, 156 18, 56, Fogaskerekű                                         |
| 6  | Nagyajtai utca                      | 7  | 56                                                                               |
| 7  | Budagyöngye                         | 6  | 22, 22, 56                                                                       |
| 8  | Szépilona                           | 5  | 22                                                                               |
| 9  | Zalai út                            | 3  |                                                                                  |
| 10 | Szarvas Gábor út                    | 2  | 22, 22                                                                           |
| 11 | Zugligeti út 64.                    | 1  |                                                                                  |
| 12 | Zugliget, Libegő végállomás         | 0  | Libegő                                                                           |